# Speech Synthesis Markup Language
Le Speech Synthesis Markup Language (SSML) est un langage de balisage basé sur XML destiné aux applications de synthèse vocale. Il s'agit d'une recommandation du groupe de travail consacré au navigateur vocal du World Wide Web Consortium (W3C).
Le SSML est souvent intégré dans des scripts VoiceXML pour piloter des systèmes de téléphonie interactifs. Cependant, il peut également être utilisé seul, par exemple pour créer des livres audio.
SSML est basé sur le langage Java Speech Markup Language (en) (JSML) développé par Sun Microsystems, bien que la recommandation actuelle ait été développée principalement par des fournisseurs de synthèse vocale.